# Saint-Méloir-des-Ondes
Saint-Méloir-des-Ondes é uma comuna francesa na região administrativa da Bretanha, no departamento Ille-et-Vilaine. Estende-se por uma área de 29,41 km². Em 2010 a comuna tinha 4 317 habitantes (densidade: 146,8 hab./km²).